# Katarina Pavlović
Katarina Pavlović (* 30. Januar 1995 in Ljubuški, Bosnien und Herzegowina) ist eine kroatische Handballspielerin, die für den rumänischen Erstligisten CS Minaur Baia Mare aufläuft.

## Karriere
Pavlović spielte ab dem Jahr 2009 beim bosnischen Verein ŽRK Ljubuški. Vier Jahre später schloss sich die Linkshänderin dem kroatischen Erstligisten ŽRK Zelina an. Mit Zelina nahm sie am EHF Challenge Cup teil. Im Sommer 2015 schloss sich die Rückraumspielerin dem deutschen Bundesligisten HSG Blomberg-Lippe an. In ihrer ersten Spielzeit erzielte sie 75 Treffer für Blomberg. Nachdem Pavlović im November 2016 die HSG Blomberg-Lippe verlassen hatte, wurde sie im Januar 2017 vom deutschen Drittligisten MTV 1860 Altlandsberg verpflichtet. Im Sommer 2017 wechselte sie zum deutschen Zweitligisten BSV Sachsen Zwickau. Nachdem Pavlović im Jahr 2021 mit Zwickau der Aufstieg in die Bundesliga gelungen war, schloss sie sich dem spanischen Erstligisten Rocasa Gran Canaria ACE an. Mit Rocasa gewann sie 2022 den EHF European Cup. Anschließend unterschrieb sie einen Vertrag beim rumänischen Erstliga-Aufsteiger CSM Târgu Jiu. Seit der Saison 2023/24 läuft sie für den Ligakonkurrenten CS Minaur Baia Mare auf.
Pavlović gewann mit der kroatischen Nationalmannschaft die Silbermedaille bei den Mittelmeerspielen 2022. Wenige Monate später nahm Pavlović an der Europameisterschaft teil, in deren Verlauf sie 14 Treffer erzielte. Ein Jahr später belegte sie mit Kroatien bei der Weltmeisterschaft den 14. Platz. Pavlović warf im Turnierverlauf drei Tore.